# Óscar Cardozo
Óscar René Cardozo, född 20 maj 1983, är en paraguayansk fotbollsspelare som spelar som anfallare för den paraguayanska klubben Club Libertad. Han spelade för Paraguays landslag i fotbolls-VM 2010.